# Frontera (1980)
Frontera é um filme de ação-drama mexicano de 1980 dirigido por Fernando Durán Rojas e estrelado por Fernando Allende, Daniela Romo e Guillermo Capetillo.

## Enredo
Um jovem quer conhecer o mundo e viaja até a fronteira entre o México e os Estados Unidos em busca de seu irmão. Ao chegar, ele percebe que seu irmão morreu em um acidente de características estranhas. De qualquer forma, ele decide ficar e continua o negócio com a namorada do irmão, juntos vão tentar reconstruir um restaurante com a ajuda de familiares e amigos. Mas as coisas se complicam quando a máfia e os traficantes de drogas atacam o projeto à medida que ele avança.

## Elenco
- Fernando Allende como Fernando.
- Daniela Romo como Rosy.
- Guillermo Capetillo
- Gilberto Román
- Carlos Rivera
- Raymundo Bravo
- Carlos Riquelme
- Jorge Fegan
- Jorge Reynoso
- Mike Moroff
- Guillermo Lagunes
- Manuel Fregoso
- Manolo Cárdenas
- José Luis Avendaño
- José Wilhelmy

## Produção
O filme foi produzido em 1979.

## Lançamento
O filme foi lançado em 15 de maio de 1980. Durante duas semanas, foi exibido nos cinemas Cuautitlán Izcalli 2, Carrusel, Colonial, Dolores del Río, Internacional, Marina, Olimpia, Soledad, Lago 1 e Elvira.